# Clement Quartey
Clement Quartey (Accra, 12 aprile 1938 – 2 novembre 2024) è stato un pugile ghanese.

## Biografia
Meglio conosciuto come "Isaac" o "Ike", nacque ad Accra il 12 aprile 1938. Era il fratello maggiore del pugile ed ex campione dei pesi welter Ike Quartey. Fu il primo ghanese a vincere una medaglia alle Olimpiadi e vinse anche una medaglia d'oro ai Giochi dell'Impero britannico e del Commonwealth del 1962 tenutisi a Perth.
Morì nel Regno Unito il 2 novembre 2024, all'età di 86 anni.

## Palmarès
- Olimpiadi

Roma 1960: argento nei pesi superleggeri
- Giochi del Commonwealth

Perth 1962: oro nei pesi superleggeri